# Cybaeus aokii
Cybaeus aokii är en spindelart som beskrevs av Takeo Yaginuma 1972. Cybaeus aokii ingår i släktet Cybaeus och familjen vattenspindlar. Inga underarter finns listade i Catalogue of Life.